# Dior Fall Sow
Dior Fall Sow de son nom complet Élisabeth Dior Fall Sow est une juriste et une spécialiste du droit sénégalais. Elle est la première femme procureure de la République au Sénégal. Elle est nommée au tribunal de première instance de Saint-Louis en 1976. Elle est présidente d'honneur de l'Association des femmes juristes du Sénégal.

## Biographie
Dior Fall Sow naît en 1949 à Dakar. Après des études secondaires brillantes, elle s'oriente en droit et obtient une maîtrise en droit privé à l'Université Cheikh-Anta-Diop de Dakar.

### Carrière judiciaire
Dior Fall Sow est nommée procureur de la République à Saint-Louis en 1976. Cette nomination fait d'elle la première femme procureure du Sénégal. Hors cela, elle occupe différents poste tout au long de sa carrière. Elle a été notamment : Directrice nationale de l'éducation surveillée et de la protection sociale, directrice des affaires juridiques de la Sonatel-Orange, conseillère juridique du Tribunal pénal international pour le Rwanda, procureure générale principal près la Cour d'appel de la Cour pénale de justice du Rwanda et consultante auprès de la Cour pénale internationale,.
Après avoir réalisé une étude financée par l'UNICEF pour harmoniser le droit sénégalais avec les conventions de l'ONU, Dior Fall Sow rédige avec son équipe  la loi sénégalaise de 1999 interdisant les mutilations génitales féminines,.
Elle est pendant quatre ans (2001-2005) membre du comité africain d'experts sur les droits et le bien-être de l'enfant.
Avant de prendre sa retraite en 2017, elle est à partir de 2015, présidente d'honneur du Réseau des journalistes en genre et droit de l'homme.